# Anomonotes
Anomonotes is een kevergeslacht uit de familie van de boktorren (Cerambycidae). De wetenschappelijke naam van het geslacht werd voor het eerst geldig gepubliceerd in 1917 door Heller.

## Soorten
Anomonotes omvat de volgende soorten:
- Anomonotes annulipes Heller, 1917
- Anomonotes leucomerus Heller, 1917